# Nematus nigricornis
Nematus nigricornis är en stekelart som beskrevs av Audinet-serville 1823. Nematus nigricornis ingår i släktet Nematus, och familjen bladsteklar. Arten är reproducerande i Sverige.